# Griesheim-près-Molsheim
Griesheim-près-Molsheim – miejscowość i gmina we Francji, w regionie Grand Est, w departamencie Dolny Ren.
Według danych na rok 1990 gminę zamieszkiwały 1503 osoby, 325 os./km².